# Jardinier de Lauterbach
Chlamydera lauterbachi
 (septembre 2014).
Si vous disposez d'ouvrages ou d'articles de référence ou si vous connaissez des sites web de qualité traitant du thème abordé ici, merci de compléter l'article en donnant les références utiles à sa vérifiabilité et en les liant à la section « Notes et références ».
Espèce
Statut de conservation UICN

 LC  : Préoccupation mineure
Le Jardinier de Lauterbach (Chlamydera lauterbachi) est une espèce de passereaux appartenant à la famille des Ptilonorhynchidae.

## Distribution
Sous forme de deux poches, l’une en Nouvelle-Guinée occidentale (uniformis), l’autre en Papouasie-Nouvelle-Guinée (lauterbachi), correspondant aux deux sous-espèces.

## Sous-espèces
D'après la classification de référence (version 5.2, 2015) du Congrès ornithologique international, cette espèce est constituée des sous-espèces suivantes :
- C. l. lauterbachi Reichenow, 1897 : le long des rivières Sepik et Ramu et dans les régions d’Enga, de Kratke et du mont Hagen.
- C. l. uniformis Rothschild, 1931: le long des monts Weyland, Snow et Star en Nouvelle-Guinée Occidentale.

## Mode de vie

### Habitat
Le jardinier de Lauterbach a élu domicile dans les formations secondaires de plaines et de moyennes montagnes, les lambeaux forestiers, les lisières de forêt, les jardins envahis par la végétation, les bordures enherbées, les prairies buissonneuses et marécageuses, les formations de graminées (Miscanthus floridulus), les plantations de café et les bosquets de casuarinas, entre 0 et 1800 m d’altitude. Les berceaux sont construits sous des arbres parmi la végétation dense en bordure de forêt donnant sur des zones herbacées de Miscanthus ou Imperata pourvues d’arbres et de buissons épars.

### Alimentation
Elle est mal connue et consiste en fruits et en insectes dont des chenilles et des scarabées. Une observation relate un jeune nourri d’insectes.

### Construction du berceau
Dans la savane herbeuse, le mâle choisit une petite aire parsemée de buissons et d’arbustes où il construit son berceau. Il aménage une plate-forme et érige deux rangées de brindilles mais il ajoute, à chaque entrée, deux autres parois pour constituer un berceau singulier à quatre cloisons, les deux rangées principales étant généralement plus hautes. Les rameaux sont assemblés avec des brins d’une herbe brune. Un de ces berceaux était constitué de plusieurs milliers de brindilles et autres fibres végétales si étroitement entremêlées qu’elles formaient quatre parois solides. Lorsqu’un oiseau est à l’intérieur de l’allée centrale, il est presque invisible de l’extérieur.
Frith & Frith (2009) ajoutent que quatre berceaux trouvés à Baiyer River Valley en Papouasie-Nouvelle-Guinée mesurent en moyenne 64 cm de longueur, 67 cm de largeur et 43 cm de hauteur avec l’allée centrale de 23 cm de long sur 10 cm de large. La plate-forme est longue de 84 cm et épaisse de 17 cm. Un berceau peut contenir 3 000 brindilles et 1 000 tiges d’herbe avec plus de 1 000 décorations. Le poids total (berceau et décorations) peut atteindre de 3 à 7,5 kg. Le poids maximal des décorations est de 4,5 kg pour plus de 1 000 cailloux.

### Décoration du berceau
Elle comporte des fruits ronds et durs (15–30 mm de diamètre) de couleur verte d’un arbre du genre Elaeocarpus, des baies rouges et des cailloux blancs répartis à l’intérieur du berceau. Gilliard a dénombré de deux à plus de 120 cailloux, de un à 53 fruits et de une à 24 baies. Frith & Frith (2009) complètent la liste en ajoutant des cailloux de rivières gris-bleu, des fruits ronds et bleus du quandong Elaeocarpus, des baies plus petites rouges, gris-bleu et brunes et des graines gris-bleu. Les cailloux et les gros fruits bleus sont disposés au milieu de l’allée tandis que les baies rouges sont placées à l’une des deux entrées ou, sur le côté, à l’extérieur de l’allée. Dans les zones où les galets sont peu disponibles, des morceaux de charbon de bois sont utilisés. La peinture des parois internes de l’allée centrale est courante.

### Parade nuptiale
Le mâle se perche à proximité de sa construction et lance un cri âpre et sec « kriiiièèèrrrr » puis vient se poser sur une branche au-dessus du berceau et émet un triple « sshhiiiiiip » métallique. Dès qu’une femelle apparaît et pénètre dans l’allée, il descend de son poste et commence à danser avec excitation en tendant le cou et en relevant fortement la tête. Il saisit une baie rouge et la tient en bout de bec, la tête relevée vers le haut, comme s’il exhibait une touffe de plumes flamboyantes. La baie sert de substitut à la huppe qui semble avoir disparu chez cette espèce. Gardant la baie dans le bec, il s’envole vers un arbuste au-dessus du berceau où il se pose à environ deux mètres de hauteur, rapidement suivi par la femelle. Gilliard n’a jamais pu observer l’accouplement mais il est très probable qu’il ait lieu à l’intérieur du berceau.

### Nidification
Le nid consiste en une coupe, d’aspect désordonné, de brindilles, de brins d’herbe et de sarments de vigne avec un revêtement intérieur de fines radicelles et de menus lambeaux d’écorce. La femelle le place dans la fourche d’un arbuste à 2,50 m de hauteur ou dans une formation de grandes plantes herbacées (Saccharum spontanum) à seulement un mètre du sol. Le nid contient un seul œuf verdâtre pâle veiné et vermiculé de brun-noir.

## Statut, conservation
L’espèce peut être franchement commune localement et rare ailleurs. Elle est considérée comme courante voire abondante en moyennes montagnes dans les vallées de Wahgi et de Baiyer, commune dans la savane et les boisements plus secs de la vallée de Ramu et plutôt rare le long de la rivière Sepik . BirdLife International (2013) la classe en « préoccupation mineure » avec des effectifs globalement stables.